# Sławne (rejon kalmiuski)
Sławne (ukr. Славне) – wieś na Ukrainie, w obwodzie donieckim, w rejonie kalmiuskim. W 2001 liczyła 237 mieszkańców.